# Vitalianus
Svatý Vitalianus (600 – 27. ledna 672) byl papežem od 30. července 657 až do své smrti.

## Život
Snažil se udržovat dobré vztahy s císařem Konstansem II., kterého přijal v roce 663 v Římě na oficiální návštěvě. Přesto však jejich vztahy nebyly nejlepší a císařovi vojáci značnou část Říma vyrabovali. I přes tuto skutečnost papež Vitalianus po zavraždění císaře Konstanse II. v Syrakusách podporoval v následnictví jeho syna Konstantina IV.

## Odkazy

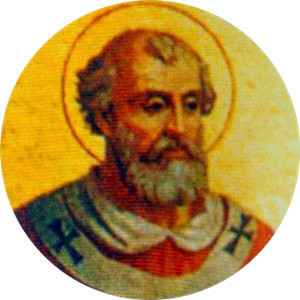
Portrét papeže sv. Vitaliana v bazilice sv. Pavla za hradbami